# 19. ročník People's Choice Awards
19. ročník People's Choice Awards se konal 17. března 1993 ve studiích Universal Studios v Hollywoodu. Moderátory večera byli John Ritter a Jane Seymour. Ceremoniál vysílala stanice CBS.
Steven Spielberg získal speciální ocenění za jeho veškerou práci ve filmovém průmyslu.

## Vítězové
Tučně jsou označeni vítězové.

### Film
| Nejlepší film                                                   | Nejlepší filmové drama            |
| --------------------------------------------------------------- | --------------------------------- |
| Pár správných chlapů                                            | Pár správných chlapů              |
| Nejoblíbenější filmová komedie                                  | Nejoblíbenější herec              |
| Sám doma 2: Ztracen v New Yorku (remíza) Sestra v akci (remíza) | Kevin Costner                     |
| Nejoblíbenější herečka                                          | Nejoblíbenější herec: komedie     |
| Whoopi Goldberg                                                 | Steve Martin, Promiň, jsi ženatý! |
| Nejoblíbenější herečka: komedie                                 | Nejoblíbenější herec: drama       |
| Whoopi Goldberg, Sestra v akci                                  | Kevin Costner, Osobní strážce     |
| Nejoblíbenější herečka: drama                                   |                                   |
| Demi Moore, Pár správných chlapů                                |                                   |

### Televize
| Nejoblíbenější televizní komedie                       | Nejoblíbenější televizní drama                |
| ------------------------------------------------------ | --------------------------------------------- |
| Kutil Tim                                              | Právo v Los Angeles                           |
| Nejoblíbenější nový televizní seriál: drama            | Nejoblíbenější nový televizní seriál: komedie |
| Melrose Place                                          | Jsem do tebe blázen                           |
| Nejoblíbenější televizní herec                         | Nejoblíbenější televizní herečka              |
| Tim Allen, Kutil Tim                                   | Candice Bergen, Murphy Brown                  |
| Nejoblíbenější telenovela                              |                                               |
| - All My Children (remíza) - Mladí a neklidní (remíza) |                                               |

### Hudba
| Nejoblíbenější zpěvačka        | Nejoblíbenější zpěvák                     |
| ------------------------------ | ----------------------------------------- |
| Whitney Houston                | Garth Brooks                              |
| Nejoblíbenější hudební skupina | Nejoblíbenější countryzpěvačka            |
| Alabama                        | Reba McEntire                             |
| Nejoblíbenější country zpěvák  | Nejoblíbenější hudební video              |
| Garth Brooks                   | „I Will Always Love You“, Whitney Houston |